# کژیشتف لارینوویچ
کژیشتف لارینوویچ (لهستانی: Krzysztof Ławrynowicz؛ زادهٔ ۱ نوامبر ۱۹۷۹) یک بازیکن بسکتبال اهل لیتوانی است.